# (7066) Nessus
(7066) Nessus – planetoida z grupy centaurów.

## Odkrycie
Została odkryta 26 kwietnia 1993 roku w Obserwatorium Kitt Peak przez Davida Rabinowitza w programie Spacewatch. Nazwa planetoidy pochodzi od Nessosa, jednego z centaurów w mitologii greckiej. Przed jej nadaniem planetoida nosiła oznaczenie tymczasowe (7066) 1993 HA2.

## Orbita
(7066) Nessus obiega Słońce w średniej odległości ponad 24,4 j.a. po mocno eliptycznej orbicie. Ma średnicę szacowaną na ok. 58 km. Jeden obieg wokół Słońca zajmuje Nessusowi ok. 121 lat.